# NGC 403
NGC 403 је лентикуларна галаксија у сазвежђу Рибе која се налази на NGC листи објеката дубоког неба.
Деклинација објекта је + 32° 45' 6" а ректасцензија 1h 9m 14,2s. Привидна величина (магнитуда) објекта NGC 403 износи 12,5 а фотографска магнитуда 13,4. NGC 403 је још познат и под ознакама UGC 715, MCG 5-3-68, CGCG 501-104, PGC 4111.